# ダニエル・イングラム
ダニエル・ルーク・イングラム (Daniel Luke Ingram、1975年6月13日 -) は、カナダのアニメーション作曲家と作詞家。

## 経歴

### アニメーション
- マーサ・スピークス
- マイリトルポニー〜トモダチは魔法〜
- 小さなペットショップ

### 劇場版
- マイリトルポニー: エクエストリア・ガールズ